# Josep Lluís Cleries
Josep Lluís Cleries i Gonzàlez, né le 13 mai 1956, est un homme politique espagnol membre de Junts per Catalunya (Junts).

## Biographie

### Vie privée
Il est marié.

### Profession
Il est diplômé en gestion des entreprises par l'École supérieure d'administration et de direction d'entreprises.

### Carrière politique
Il est député au Parlement de Catalogne de 2003 à 2012 et a été porte-parole à la commission du bien-être social et de l'immigration.
Le 23 janvier 2013, il est désigné sénateur par le Parlement catalan en représentation de la communauté autonome de Catalogne. Son mandat est renouvelé le 7 janvier 2016. Il est élu porte-parole du groupe catalan au Sénat pour la XIe législature. À l'ouverture de la législature suivante, le bureau du Sénat refuse de créer le groupe et il intègre avec ses colistiers le groupe mixte. Après une sentence du Tribunal constitutionnel, il prend la tête d'un groupe nationaliste créé le 12 juillet 2017.